# Novo Partido Nacionalista (Granada)
O Novo Partido Nacionalista é um partido político conservador de Granada. É chefiado pelo atual primeiro-ministro, Keith Mitchell.